# Mesostenus suigensis
Mesostenus suigensis är en stekelart som beskrevs av Tohru Uchida 1930. Mesostenus suigensis ingår i släktet Mesostenus och familjen brokparasitsteklar. Inga underarter finns listade i Catalogue of Life.